# الکواهیلاه
ال کواهیلاه یک منطقهٔ مسکونی در عربستان سعودی است که در استان جازان واقع شده‌است.